# Festival de Cinema de Sundance
El Festival de Cinema de Sundance és un certamen que se celebra cada any durant les dues últimes setmanes de gener a la ciutat de Park City, prop de Salt Lake City, i a Ogden, a l'estat de Utah. Amb més de 46.660 assistents l'any 2016, és el festival de cinema independent més gran dels Estats Units i fa d'aparador pels nous projectes de cineastes independents tant dels Estats Units com internacionals.
El festival va néixer l'agost de 1978 a Salt Lake City amb el nom de Utah/US Film Festival, de la mà de l'actor i director Robert Redford, amb la idea d'atreure joves creadors a Utah. L'esdeveniment organitzava un concurs de cinema independent estatunidenc i donava una oportunitat a les produccions allunyades de la indústria de Hollywood.
L'any 1981 va canviar d'ubicació i calendari, i va passar a celebrar-se a Park City el mes de gener.
El 1985 es va crear un institut de cinematografia, el Sundance Institute, i el 1991 el festival va canviar de nom i va passar a dir-se Festival de Cinema de Sundance (Sundance Film Festival), arran del personatge Sundance Kid interpretat per Redford a la pel·lícula Butch Cassidy and the Sundance Kid (1969).
El festival compren competitives seccions per a pel·lícules dramàtiques i documentals, llargmetratges o curtmetratges i un grup de seccions fora de la competició com NEXT, New Frontier, Spotlight, Midnight, Premieres i Documentary Premieres.
Actualment, Sundance és considerat el festival de cinema independent més important del món.

## Pel·lícules premiades per any
Dècada de 1980
- 1982: Circle of Power
- 1985: Blood Simple (de Joel i Ethan Coen); Seventeen; Almost You (d'Adam Brooks); The Killing Floor; Estranys al paradís (de Jim Jarmusch); America and Lewis Hine; In Heaven There Is No Beer?; Kaddish; Streetwise i The Times of Harvey Milk
- 1986: Smooth Talk; Private Conversations; Desert Hearts; Las madres de la Plaza de Mayo i Seven Minutes in Heaven
- 1987: Waiting for the Moon; The Trouble with Dick; Sherman's March; No Picnic; Chile: When Will It End?; Working Girls i Sullivan's Pavilion
- 1988: Heat and Sunlight; Beirut: The Last Home Movie; Rachel River; Lemon Sky; Thy Kingdom Come, Thy Will Be Done i Dear America: Letters Home from Vietnam
- 1989: True Love; For All Mankind; Sex, Lies, and Videotape (de Steven Soderbergh); Powwow Highway i John Huston: The Man, the Movies, the Maverick

Dècada de 1990
- 1990: Chameleon Street; H-2 Worker; Water and Power; House Party; Metamorphosis: Man Into Woman; Longtime Companion; Berkeley in the Sixties; To Sleep With Anger i Samsara: Death And Rebirth In Cambodia
- 1991: Poison; American Dream; Paris Is Burning; Privilege; One Cup of Coffee; Daughters of the Dust; Christo in Paris; Straight Out Of Brooklyn; Hangin' with the Homeboys i Trust
- 1992: In the Soup (d'Alexandre Rockwell); A Brief History of Time; Finding Christa; Zebrahead; The Waterdance; Brother's Keeper; Swoon; Shoot for the Contents; The Hours and Times i My Crasy Life
- 1993: Ruby in Paradise; Public Access; Silverlake Life: The View From Here; Fly By Night; El Mariachi (de Robert Rodriguez); Something Within Me; An Ambush of Ghosts; Children of Fate; Combination Platter; Just Another Girl on the I.R.T. i Earth and the American Dream
- 1994: What Happened Was; Freedom on My Mind; Clerks (de Kevin Smith); Fresh; Theremin: An Electronic Odyssey; Spanking the Monkey; Picture Bride; Hoop Dreams; Suture; Colorado Cowboy: The Bruce Ford Story; Dialogues with Madwomen; Heart of the Matter; Coming Out Under Fire i Fun
- 1995: The Brothers McMullen; The Young Poisoner's Handbook; Crumb; Angela; Black Is... Black Ain't; Ballot Measure 9; Unzipped; Living in Oblivion (de Tom DiCillo); When Billy Broke His Head... and Other Tales of Wonder; Jupiter's Wife; Heavy; Rhythm Thief; The Hero; Eagles Don't Hunt Flies; Fresa y chocolate (de Tomás Gutiérrez Alea i Juan Carlos Tabío); The Salesman and Other Adventures; Tom's Flesh i Nonnie and Alex
- 1996: Welcome to the Dollhouse (de Todd Solondz); Girls Town; Care of the Spitfire Grill; Color of a Brisk and Leaping Day; Cutting Loose; Big Night; The Celluloid Closet (de Rob Epstein i Jeffrey Friedman); When We Were Kings; Jo vaig disparar a l'Andy Warhol (I Shot Andy Warhol) (de Mary Harron); Guantanamera (de Tomás Gutiérrez Alea i Juan Carlos Tabío); Wild Horses; Pig! i Dry Mount
- 1997: Girls Like Us; Sunday; Love Jones; Paul Monette: The Brink of Summer's End; Hurricane; Licensed to Kill; In the Company of Men; Family Name; Fear and Learning at Hoover Elementary; My America... or Honk if You Love Buddha; Sick: The Life and Death of Bob Flanagan, Supermasochist; Landscapes of Memory; Deep Crimson; Man About Town; Birdhouse i Syphon Gun
- 1998: Slam; Frat House; The Farm: Angola, USA; Miss Monday; Fishbelly White; Smoke Signals; Divine Trash; Pi (de Darren Aronofsky); Moment of Impact; 2by4; Wild Man Blues; High Art (de Lisa Cholodenko); The Decline of Western Civilization Part III; ¿Quién diablos es Juliette?; Out of the Past; Snake Feed; Human Remains; Lift; The Bleep Brothers; La vida es silbar i Where Eskimos Live
- 1999: American Movie; Three Seasons; Genghis Blues; Regret to Inform; Rabbit in the Moon; Judy Berlin; The Black Press: Soldiers Without Swords; Joe the King; Guinevere; Lola rennt (de Tom Tykwer); El tren de la vida; Tumbleweeds; Sing Faster: The Stagehands' Ring Cycle; Come unto Me: The Faces of Tyree Guyton; Pack of Gifts; Atomic Tabasco; Devil Doll/Ring Pull; Little Saints; More; On the Ropes; La vida es silbar; Happy Texas i Treasure Island

Dècada de 2000
- 2000: Long Night's Journey Into Day; Girlfight; You Can Count on Me; Dark Days; Two Family House; Paragraph 175 (de Rob Epstein i Jeffrey Friedman); Americano's: Latino Life in The United States; Committed; El jardí de l'alegria (de Nigel Cole); The Ballad of Ramblin' Jack; George Wallace: Settin' the Woods on Fire; The Tao of Steve; Songcatcher; La ley de Herodes; El coronel no tiene quien le escriba (d'Arturo Ripstein); Five Feet High and Rising; Darling International i G.
- 2001: Southern Comfort; El creient (de Henry Bean); Dogtown and Z-Boys; Hedwig and the Angry Inch (de John Cameron Mitchell); Scout's Honor; The Road Home (de Zhang Yimou); Lalee's Kin: The Legacy of Cotton; The Deep End; Memento (de Christopher Nolan); In the Bedroom (de Todd Field); Children Underground; Possible Loves; Without a Trace; Coffin Joe - The Strange World Of José Mojica Marins; Gina, An Actress, Age 29; Delusions in Modern Primitivism; Jigsaw Venus; Metropopular; Peter Rabbit and the Crucifix; Pie Fight '69; Sweet i Zen and the Art of Landscaping
- 2002: Sleep Dealer; Real Women Have Curves (de Patricia Cardoso); Sister Helen; Tadpole; Blue Vinyl; Personal Velocity: Three Portraits; Amandla! A Revolution in Four Part Harmony; Daughter from Danang; No Dumb Questions; The Parlor; Stuck; Drowning Lessons; Bus 44; Morning Breath; The Trespasser; Gasline; Señorita extraviada; How to Draw a Bunny; Manito; Secretary (de Steven Shainberg); Love Liza; Sleep Dealer; The Last Kiss i Bloody Sunday
- 2003: Dopamine; My Flesh and Blood; The Station Agent; Thirteen (de Catherine Hardwicke); Stevie; Quattro Noza; What I Want My Words to Do to You; Capturant els Friedman; American Splendor; Ocularist; The Planets; Pan with Us; The Freak; Asylum; Fits & Starts; Earthquake; From the 104th Floor; Terminal Bar; One; Broken Saints; S-11 Redux: Channel Surfing the Apocalypse; LOR; Icarus of Pittsburgh; Bumble Beeing i Whale Rider
- 2004: Primer; Born into Brothels; María, llena eres de gracia; Super Size Me (de Morgan Spurlock); Down to the Bone; Imelda; November; DiG!Repatriation; Curtis; Harvie Krumpet; Krumped; Papillon d'amour; Spokane; When the Storm Came; Gowanus, Brooklyn; Tomo; Strangers; Drum Machine; Wet Dreams False Images; Bathtime in Clerkenwell; The Dawn at My Back: Memoir of a Texas Upgringing; Farmingville; Brother to Brother; We Don't Live Here Anymore; The Corporation i Seducing Doctor Lewis
- 2005: Murderball; Hustle & Flow; The Devil and Daniel Johnston; Una història de Brooklyn (de Noah Baumbach); The Education of Shelby Knox; Why We Fight; Forty Shades of Blue; One Weekend A Month; Small Town Secrets; Victoria para chino; Tama Tu; Ryan; Bullets in the Hood: A Bed-Stuy Story; Family Portrait; Wasp; After Innocence; Junebug; Thumbsucker; Me and You and Everyone We Know (de Miranda July); Brick; Shape of the Moon; O Herói; Brothers (de Susanne Bier); The Liberace of Baghdad; Wall; The Forest For the Trees i Live-In Maid
- 2006: Casa de Areia; God Grew Tired of Us; Quinceañera; 13 Tzameti; Iraq in Fragments; A Guide to Recognizing Your Saints; Right at Your Door; Before Dawn; Undressing My Mother; Bugcrush; The Wraith of Cobble Hill; The Natural Route; American Blackout; TV Junkie; In Between Days; Stephanie Daley; De nadie; No. 2; In The Pit; Into Great Silence; Dear Pyongyang i Eve & the Fire Horse
- 2007: Dark Matter; Hear and Now; War/Dance; Rocket Science; Nanking; Manda Bala (Send a Bullet); Joshua; Padre Nuestro; Death to the Tinman; t.o.m.; Mardha hamdigar ra behtar mifahmand; Spitfire 944; Motodrom; The Fighting Cholitas; Everything Will Be OK; The Tube With a Hat; No End in Sight; Freeheld; Teeth; Four Sheets to the Wind; The Pool; Grace Is Gone; In the Shadow of the Moon; Once; Enemies of Happiness; Sweet Mud; Hot House i L'Héritage
- 2008: Fields of Fuel; The Wackness; American Teen; Ballast; Roman Polanski: Wanted and Desired; Patti Smith: Dream of Life; Trouble the Water; Frozen River; Aquarium; August 15th; La corona; Oiran Lyrics; Spider; Suspension; W.; My Olympic Summer; Sikumi (On the Ice); Soft; The Greatest Silence: Rape in the Congo; Anywhere, USA; Choke; Captain Abu Raed; Recycle; Durakovo: Le village des fou; Rusalka; The Art Star and the Sudanese Twins; Man On Wire; Ping-pongkingen; J'ai toujours rêvé d'être un gangster i Párpados azules
- 2009: Adam; Precious (de Lee Daniels); The Cove; Sin nombre; El general; The September Issue; Sergio; We Live in Public; Omlet; The Attack of the Robots from Nebula-5; Jerrycan; Western Spaghetti; I Live in the Woods; Love You More; Protect You + Me.; Treevenge; Short Term 12; Lögner; Good Hair; Humpday; Paper Heart; Afghan Star; An Education (de Lone Scherfig); Big River Man; Burma VJ; Rough Aunties; La nana; Five Minutes of Heaven (d'Oliver Hirschbiegel); Tibet in Song i Louise-Michel

Dècada de 2010
- 2010: Obselidia; happythankyoumoreplease; Waiting for Superman; 3 Backyards; The Oath; Joan Rivers: A Piece of Work; Restrepo; Winter's Bone; Born Sweet; Can We Talk?; Dock Ellis & The LSD No-No; How I Met Your Father; Quadrangle; Rob and Valentyna in Scotland; Young Love; The Six Dollar Fifty Man; Drunk History: Douglass & Lincoln; GasLand; Waste Land; Contracorriente; His & Hers; The Man Next Door; Space Tourists; Southern District; A Film Unfinished; Det røde kapel; Animal Kingdom; Enemies of the People i Grown Up Movie Star
- 2011: Like Crazy; How to die in Oregon; Sykt Lykkelig (Happy, Happy); Hell and Back Again; Buck; Circumstance; Kinyarwanda

## Galeria d'imatges
Algunes de les personalitats que han passat pel Festival de Sundance:

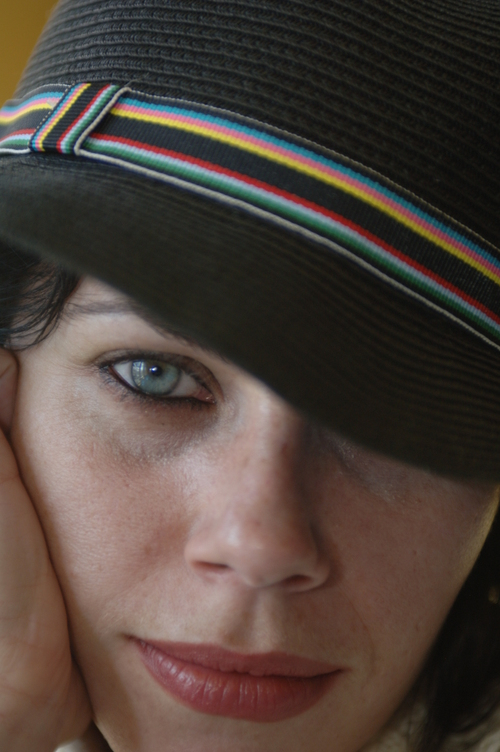
Fairuza Balk
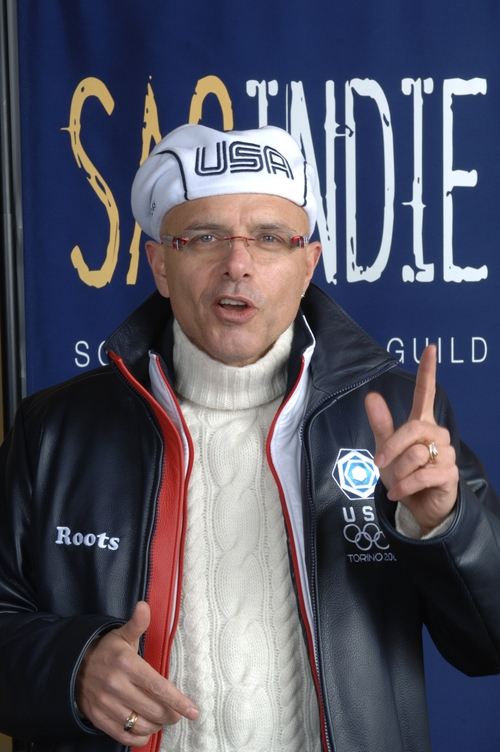
Joe Pantoliano
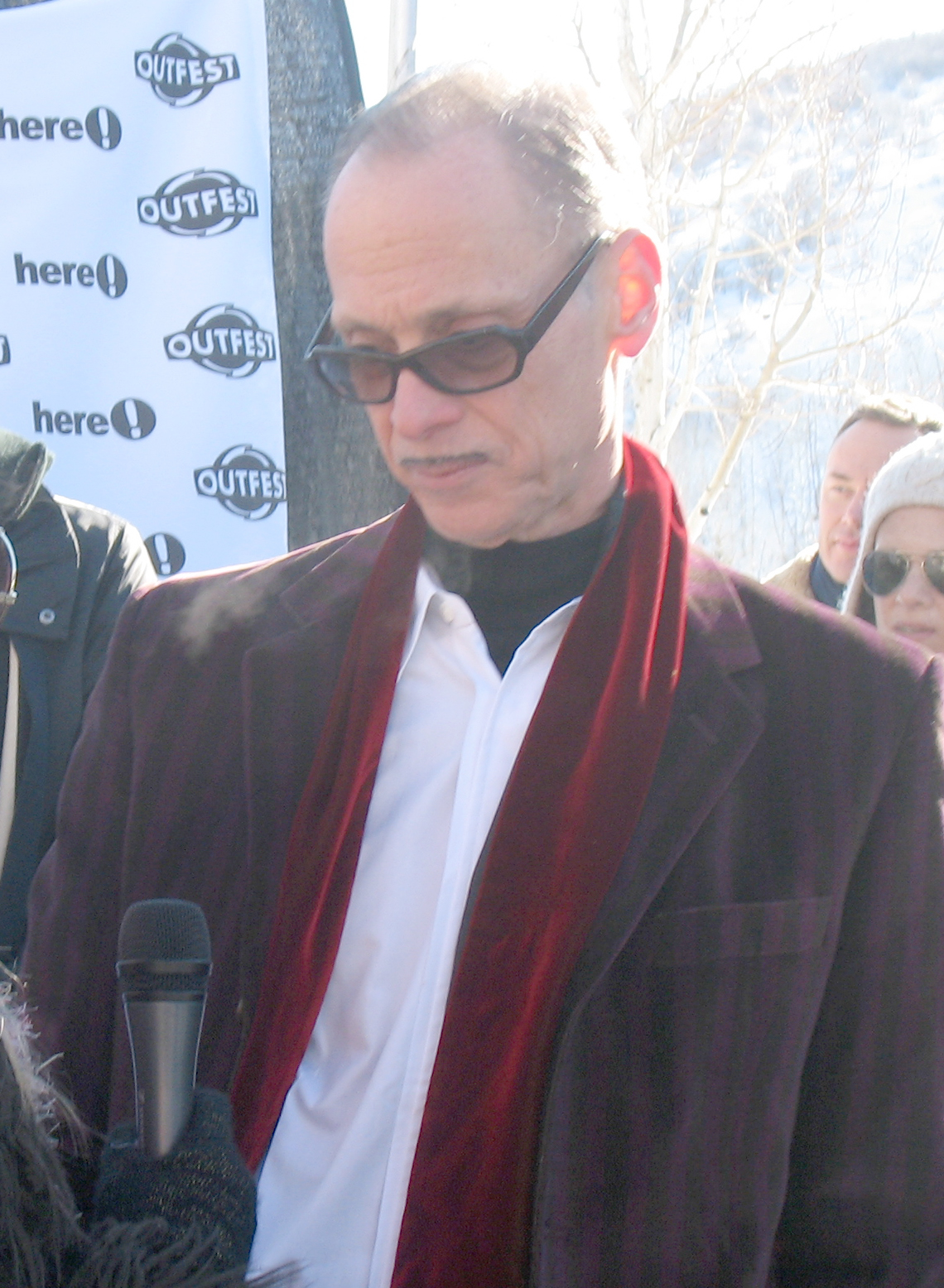
John Waters
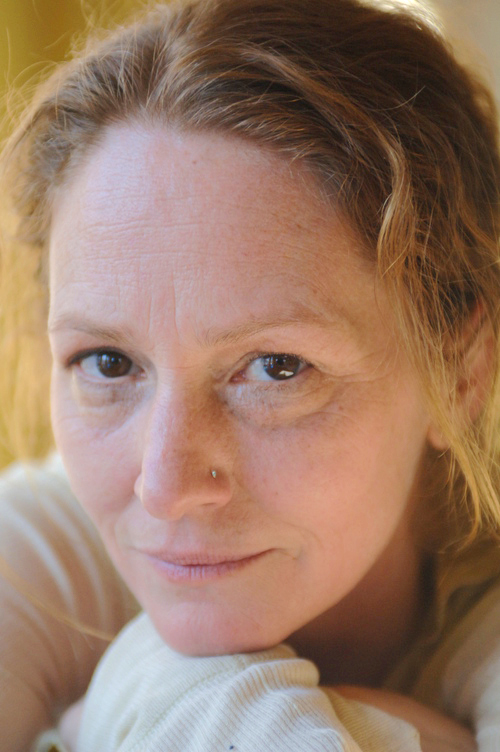
Melissa Leo
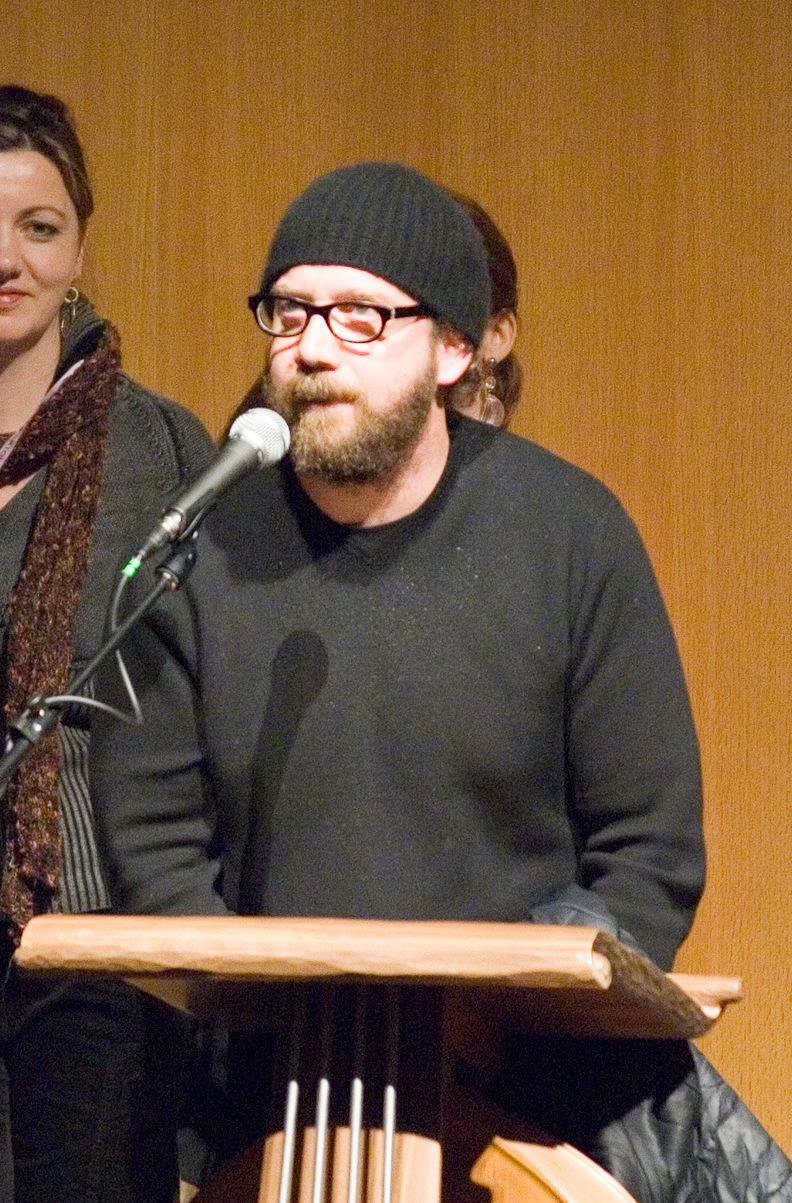
Paul Giamatti
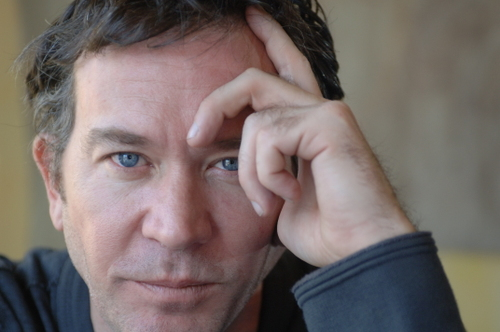
Timothy Hutton